# Cmentarz Bieżanów
Cmentarz Bieżanów – cmentarz we wschodniej części Krakowa założony w 1807 jako cmentarz parafii Narodzenia Najświętszej Maryi Panny w Bieżanowie. 

## Historia

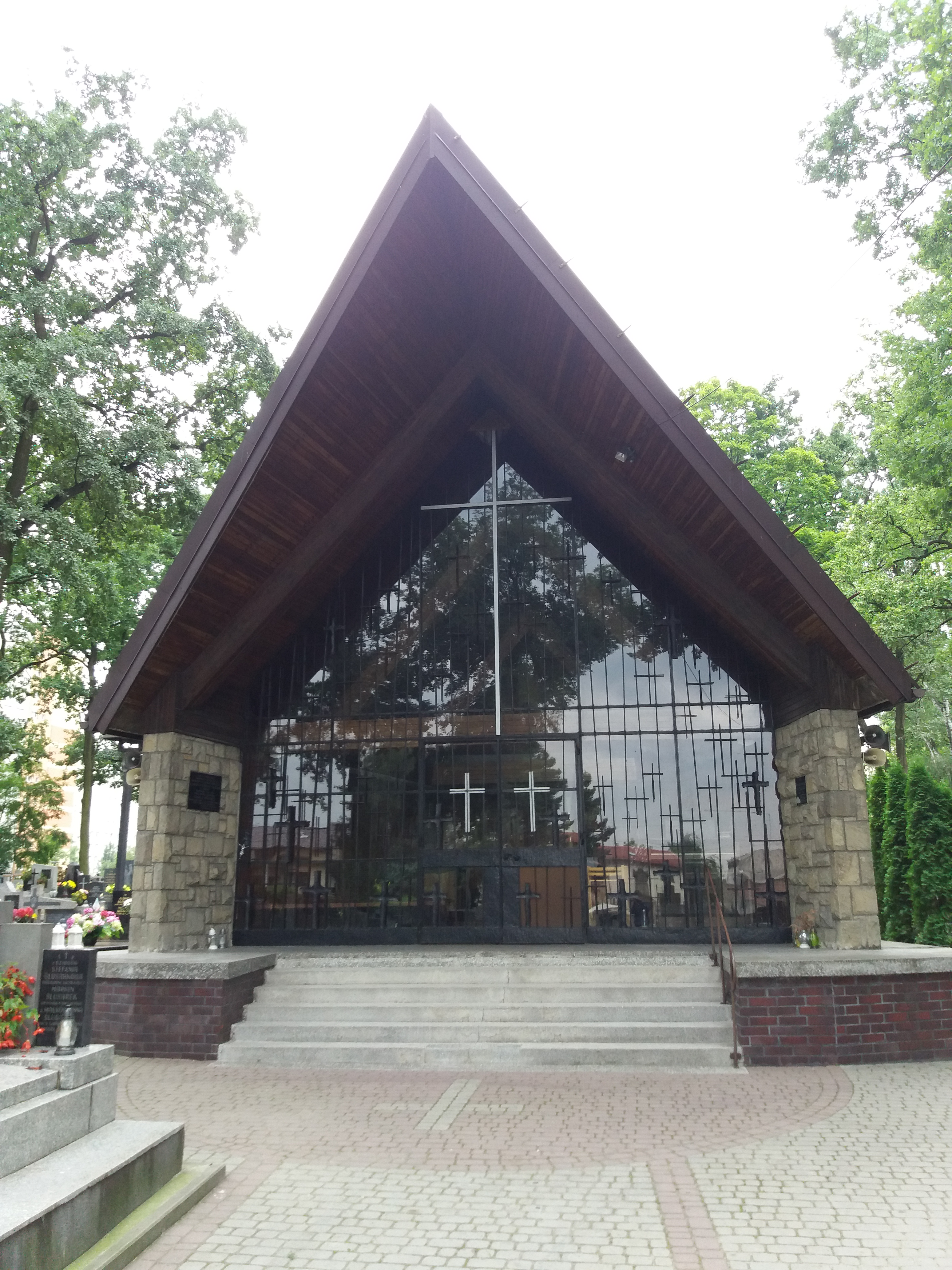
Kaplica na Cmentarzu Bieżanów w Krakowie

Cmentarz został założony w 1807 z inicjatywy Feliksa Piaseckiego, który był plebanem w parafii Narodzenia Najświętszej Maryi Panny. Zapis w księgach parafialnych głosi: "Za plebana ks. Anzelma Kuśmidorowicza, kiedy zarządcą dworu hr. Morskiej był administrator Jędrzej Rodecki, przeniesiono cmentarz poza Bieżanów, na granicę Rżąki i Bieżanowa". W 1921 ksiądz Maciej Jacaszek dokupił 1 hektar gruntu oraz zarządził budowę ogrodzenia nekropolii, które od strony drogi było murowane i posiadało dwie bramy. W 1964 przeprowadzono prace porządkowe, w ramach których główna aleja uzyskała nawierzchnię z betonu, a boczne ścieżki z tłucznia i żużlu. W 1971 dzięki księdzu prałatowi Marianowi Łaczkowi rozpoczęto budowę kaplicy cmentarnej, którą rok później poświęcił kardynał Karol Wojtyła.
Na terenie cmentarza trzy nagrobki posiadają status zabytków, są to:
- nagrobek Albertyny ze Steinów Herliczkowej,
- grobowiec rodziny Darowskich,
- nagrobek Hansa Fenza.

## Galeria nagrobków

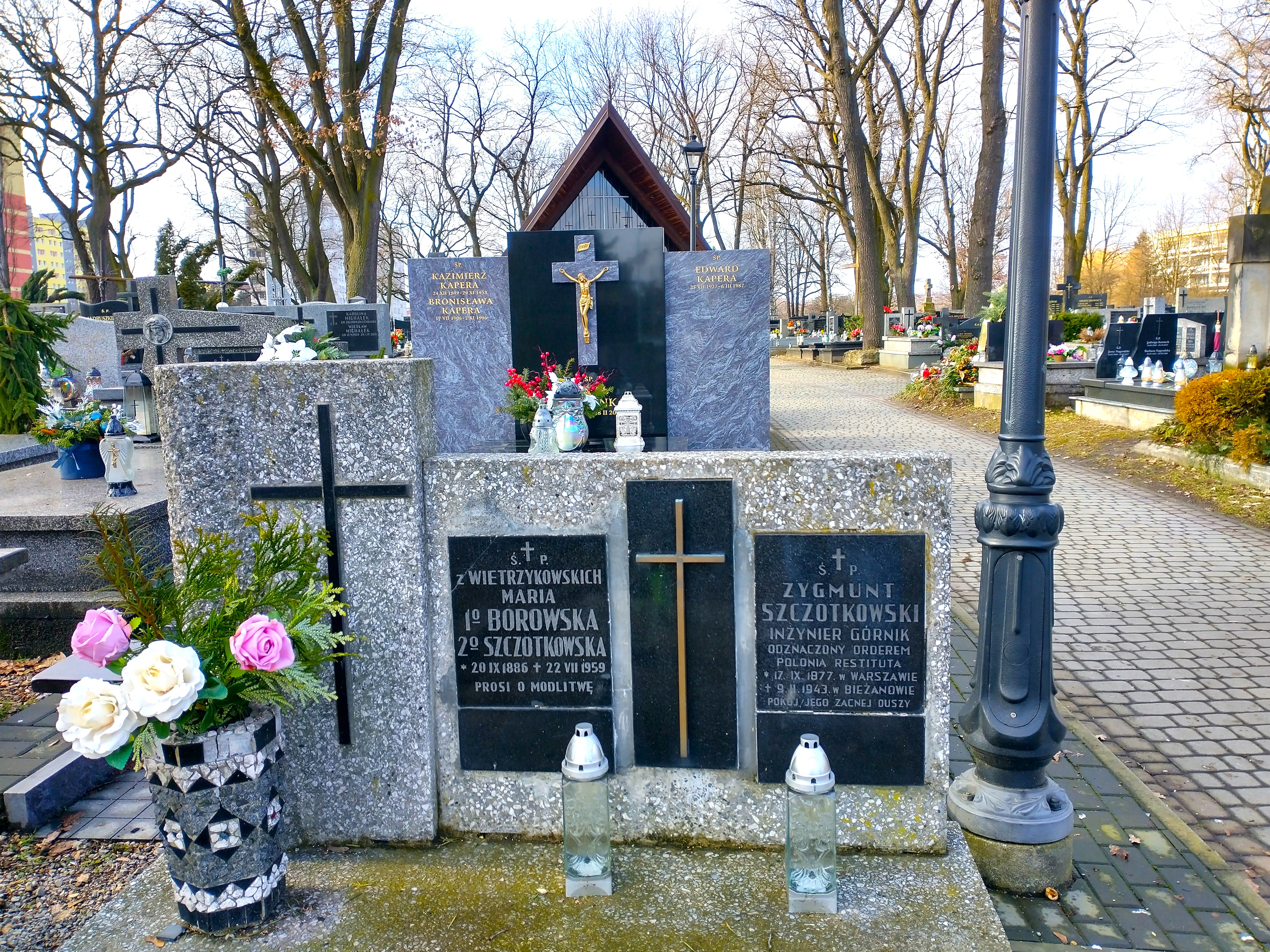
Zygmunt Szczotkowski
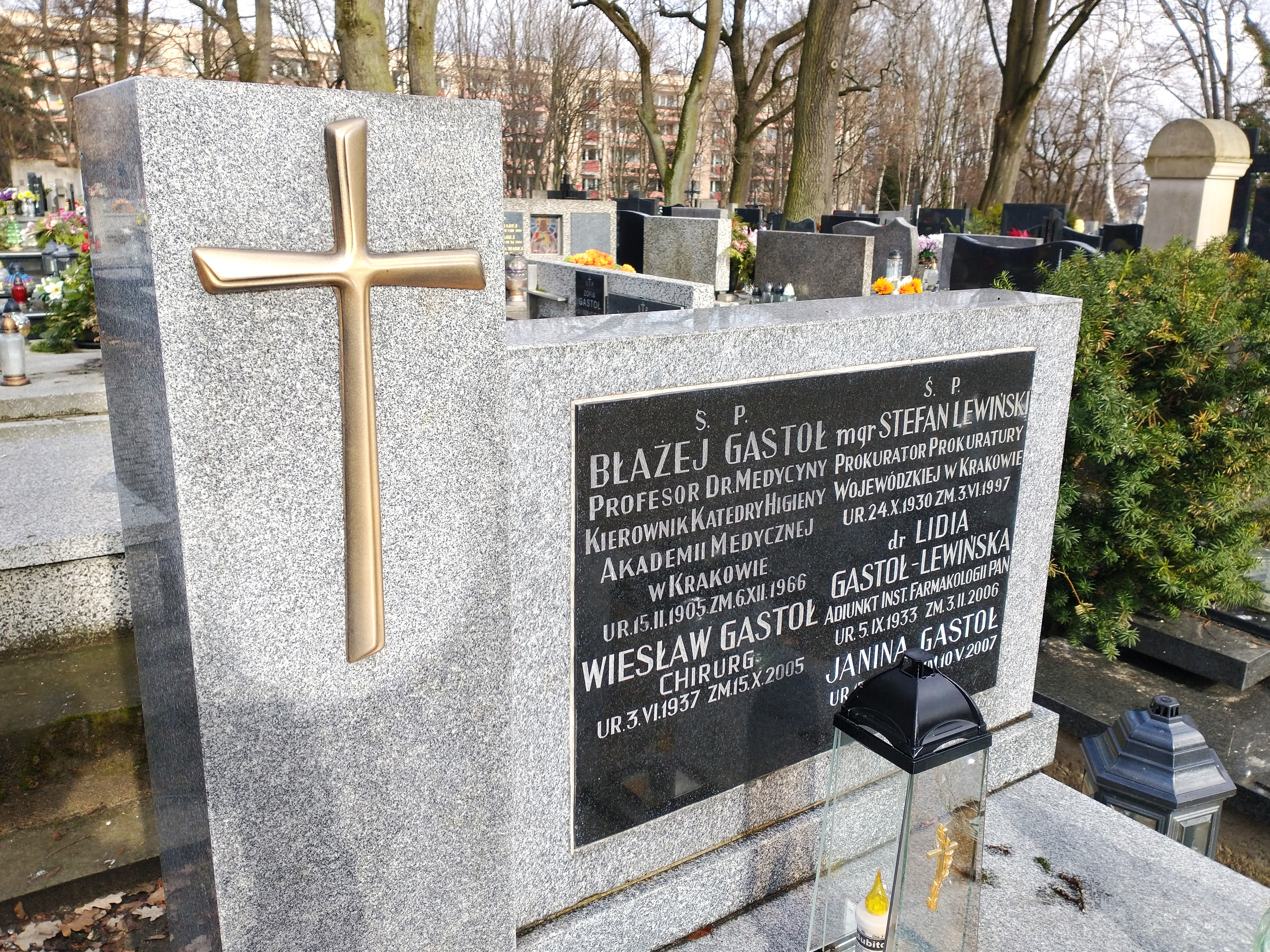
Błażej Gastoł
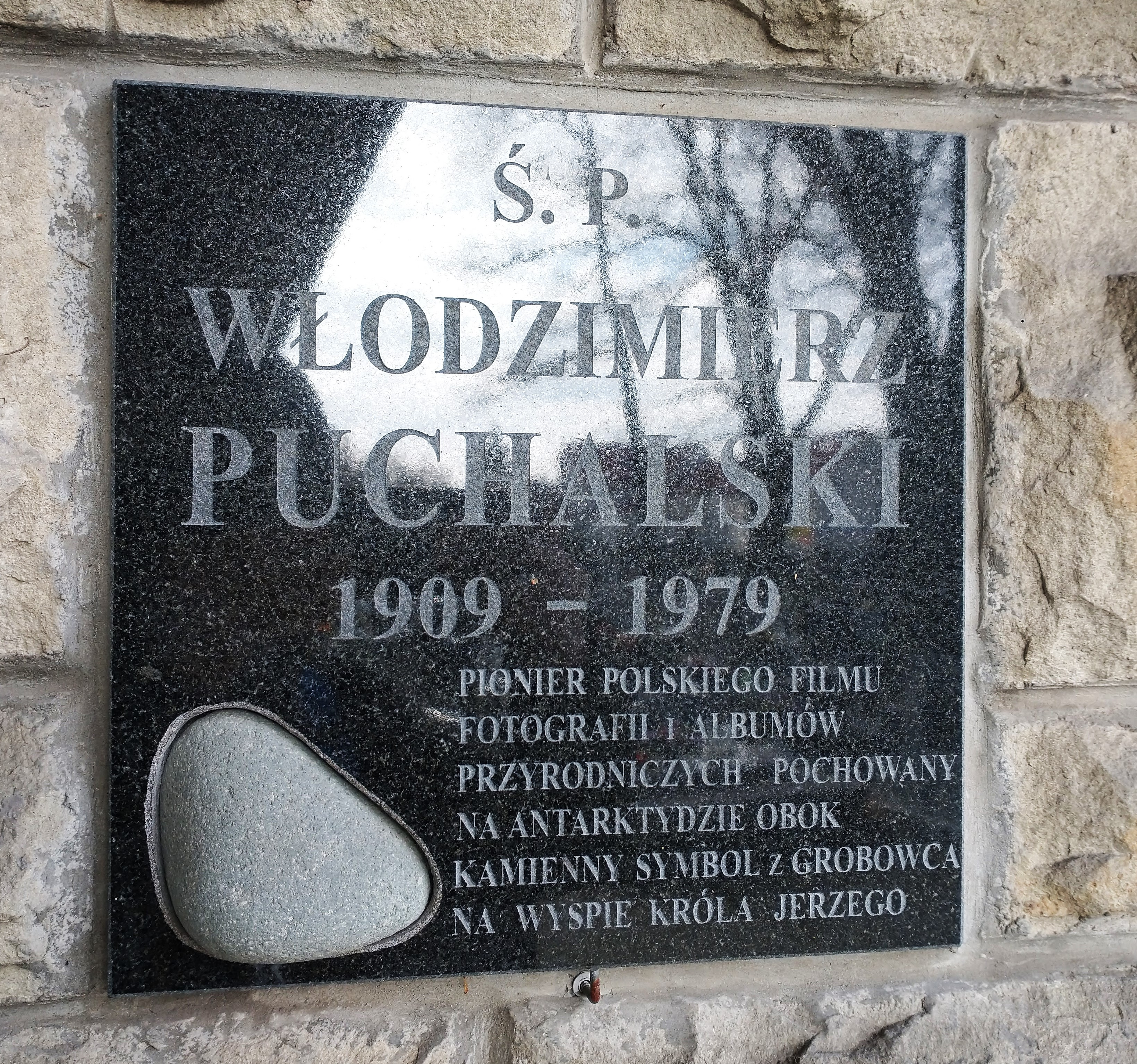
Włodzimierz Puchalski (tablica)